# Gradius II
Gradius II (グラディウスII GOFERの野望 Gradiusu Tsū: Gofā no Yabō?, Gradius II: Gofer's Ambition), till Famicom känt som bara Gradius II (グラディウスII Gradiusu Tsū?) och som Vulcan Venture runtom i Europas arkadhallar, är ett shoot 'em up-spel, ursprungligen släppt som arkadspel i Japan 1988. Spelet är uppföljare till Gradius, och följdes upp av Gradius III. Spelet porterades även till NES, PC-Engine Super CD-ROM², och Sharp X68000 i Japan. Den ursprungliga arkadversionen av spelet finns också tillgänglig på samlingen Gradius Deluxe Pack till Playstation och Sega Saturn, samt i Gradius Collection till Playstation Portable.

## Handling
Spelaren styr en Vic Viper-rymdfarkost i kampen mot Bacterion-imperiet, som leds av Gofer.

### Fotnoter
1. ↑  ”Gradius 2”. NES DB. 26 februari 1988. Arkiverad från originalet den 27 maj 2014. https://web.archive.org/web/20140527211711/http://www.nesdb.se/game_more.php?id=617&rid=1. Läst 27 maj 2014.